# Vasrajna
A Vasrajna (németül: Eisener Rhein, flamandul: IJzeren Rijn) stratégiai jelentőségű, ám kihasználatlan vasútvonal a Ruhr-vidék iparvárosai és a belgiumi Antwerpen kikötője között. Az útvonal előnye a jelenleg használt Montzeni vasútvonallal szemben, hogy 60 kilométernyivel rövidebb; hátránya, hogy rövid szakaszon érinti Hollandiát. A Vasrajna vonalat az 1870-es években építették meg, a második világháború után jelentőségét vesztette, egyes szakaszait le is zárták a forgalom elől. A vonal újranyitása a 2000-es évek közepén újból napirendre került.

## A vonal története
Belgiumot a Bécsi kongresszus Hollandia részévé tette, ám az 1830-as forradalom után az ország függetlenné vált. Hollandia 9 évvel később a londoni szerződésben ismerte el Belgium függetlenségét. A londoni szerződés egyik pontja kimondta, hogy Belgiumnak joga van ahhoz, hogy saját költségén egy Hollandia területén átvezető szárazföldi összeköttetést (csatornát vagy kiépített utat) létesítsen Poroszország határáig. Erre a kitételre azért volt szükség, mert Belgium a békeszerződés értelmében elveszítette a Sittard városa fölötti fennhatóságot, ezzel együtt Poroszországgal közös határát.
1868-ban jelentette be a belga állam, hogy élni kíván a szerződésben biztosított joggal. A technikai fejlődés miatt azonban nem csatornát vagy földutat, hanem vasútvonalat kívántak építeni a porosz területek irányában. Az akkoriban robbanásszerűen fejlődő Ruhr-vidéken is támogatókra talált a vasútépítés terve, a korábban porosz miniszterelnöki posztot betöltő Ludolf Camphausen személyesen vetette latba befolyását a vonal megvalósítása érdekében. 1873-ban kötötték meg a szerződést a vasút megépítéséről, az első vonatok 1879-ben közlekedtek a Ruhr-vidék és Antwerpen között.
A következő 35 évben a vonal igen jelentős forgalmat bonyolított. A Ruhr-vidék a világ egyik legfontosabb ipari központjává vált, amely kereskedelmének nagy része az antwerpeni kikötőn keresztül bonyolódott. Ennek megfelelően az Vasrajna életében a tehervonatok játszották a főszerepet. A személyszállítás csak az Amerikába tartó német kivándorlók számának gyarapodásával lendült föl, ám a vonalat mindvégig a tehervonatok dominálták. Az Vasrajna virágkora 1914-ig tartott. Az első világháború idején a holland hatóságok az ország semlegességére hivatkozva lezárták a vasútvonalat. Ennek kiváltására építtette meg a német hadvezetés a mintegy 50 kilométernyivel hosszabb, ún. Montzen-vonalat, amely nem érinti Hollandia területét.
A második világháború kitörése után a Wehrmacht nyugati megszálló csapatait ellátó vonalaként használta a vasutat, amelyet a háború végéig a szövetségesek többször is bombáztak. A visszavonuló németek 1944-ben több helyen is felrobbantották a hidakat, megrongálták a vágányokat. A háború befejeződését követően az útvonal már nem nyerte vissza korábbi jelentőségét. 1951-ben a német-holland határon, 1953-ban a belga-holland határon szüntették meg a nemzetközi személyszállítást. A zuhanó teherforgalom miatt a korábban kétvágányú pályát 1958-ban az NSZK-beli Reyhdt és a holland Roermond között egyvágányúra bontották vissza. A német területen a határhoz futó, nagyvárost nem érintő vasútvonal bizonyosan teljes bezárás sorsára jutott volna, ha az országrészt megszállva tartó Brit Rajnai Hadsereg nem építi ki mellette bázisait. Hasonló sorsot élt meg a belgiumi szakasz. A második sínpárt Herentals és Neerpelt között elbontották, majd a Mol és Neerpelt közötti szakaszt be is zárták.
1977-ben egy sokáig sikeresnek látszó kísérlet keretében újraindult a teherforgalom a Ruhr-vidék és Antwerpen között. Napi egy vonatpár közlekedett az Vasrajna egészen 1991-ig, amikor a teherforgalmat újból leállították. A tehervonatok számára megnyitott szakaszon fekvő Neerpelt városa is sikeres politikai harcot kezdett a vonal újraélesztéséért: 1978. május 27-én újra elindultak Antwerpen felé a személyvonatok. A németországi szakasz üzemben maradása 1991-ben ismét veszélybe került, ám 1997-ben egy kiürített brit bázison a Siemens létrehozta saját vasúti tesztközpontját, az odáig vezető pályát felújították.

## Név eredete
A Vasrajna elnevezést a vonal építésének egyik támogatója, Ludolf Camphausen használta először. Camphausen már 1833-ban, annak tényleges megvalósulása előtt 40 évvel vasútvonal építésén töprengett.

„Ez a szabad átjárás azonban visszahat majd a rajnai hajózásra is és véget vet Hollandia közvetítő kereskedelemben betöltött monopóliumának. Németország az elmúlt két évszázadban adófizetője volt Hollandiának a Rajna használatáért, ez mind a mai napig így van. Hogy ez az adófizetés ér véget akkor, amikor a szabad pályán az első kocsi Kölnből Antwerpenbe érkezik, hogy attól fogva Hollandia kényszerítve lesz, hogy a német kereskedelemnek mindent felkínáljon, amit ez az új vas Rajna megad, ez a dolog természetéből adódik.”

– Ludolf Camphausen

## A vonal napjainkban

### Németországi szakasz
A vasútvonal egyvágányú, villamosítatlan vonalként ágazik ki Reyhdt város teherpályaudvaránál az Aachen és Mönchengladbach között futó vasúti fővonalból. A pálya első 16 kilométeres szakaszát az 1990-es években felújították, így nehezebb járművekkel is járható. A Siemens wegbergi tesztközpontjának iparvágánya után vonal még négy kilométeren át, Dalheim állomásig kihasznált, az egyik helyi vasúttársaság által üzemeltetett motorvonat ingázik rajta naponta többször. Dalheim és a határátmenet között a sínek német oldalon elméletileg a határig járhatóak, ám kihasználatlanul állnak; vonatnak nincs miért kijönnie ide.

### Holland szakasz
A hollandiai szakasz a határátmenet és Roermond között elhanyagolt állapotban van. A pálya járhatatlan, több helyen az esős éghajlaton gyorsan növő erdő hódította meg, a biztonsági berendezések hiányosak. Ezen a szakaszon háború után a második vágányt a németországihoz hasonlóan visszabontották.
Roermond és Weert között a Vasrajna forgalmas, kétvágányú villamosított vonalként halad, amely a holland törzshálózat része. Weert városát elhagyva villamosítatlan vasútként tart tovább nyugati irányba. Ezen a szakaszon a háború után a második vágányt eltávolították. Bár forgalom nem zajlik rajta, a pálya jó állapotú.

### Belga szakasz
A holland határ és Neerpelt között nem zajlik rendszeres vonatforgalom, a határon csak ritkán kelnek át tehervonatok. Ezt a szakaszt a belga vasúttársaság 2008-ban teljesen felújíttatta. Neerpelt alig 75 kilométernyire fekszik Antwerpentől, így a nagyváros irányába óránként közlekedő elővárosi vonatok végállomása. Herentals és Antwerpen között a vonal kétvágányú, villamosított pálya, a Schelde kikötőinek közelsége miatt Belgium egyik legforgalmasabb vasútvonala.

## Terv a vonal újraélesztésére
2003-ban az Európai Bizottság a Rotterdam–Genova folyosó részeként tett javaslatot a vonal újbóli aktiválására, a belga és a német közlekedési miniszterei pedig központi jelentőséget tulajdonítottak a kérdésnek. Az Antwerpen és Németország közötti teherforgalom a 2005-ös 8,2 millió tonnáról 2030-ra meghaladhatja a 21 millió tonnát is. Ez a mennyiség jócskán meghaladja a jelenleg használt Montzen-útvonal kapacitását.
Az újranyitás fontossága ellenére Belgium nem tudott megegyezni holland partnerével a vonal megnyitásának mikéntjéről és költségeiről. Hollandia ugyanis alapvetően ellenérdekelt a belga kikötők és a Ruhr-vidék közötti közlekedési utak kiépítésében. A Ruhr-vidék vállalatainak kereskedelmének zöme a két nagy holland kikötővároson, Amszterdamon és Rotterdamon keresztül zajlik. A kedvezőbb földrajzi pozícióban lévő antwerpeni kikötő könnyen elcsábíthatná a holland kikötők ügyfeleit, csökkentve ezzel a közvetítő kereskedelem hasznát. Miután a két Benelux állam nem tudott megegyezni a Hágai Bírósághoz fordultak, amely 2005-ben érvényben lévőnek mondta ki az 1839-es londoni szerződést.
A környék lakossága sem támogatja egyöntetűen a vasútvonal újraindítását. A kisvárosok lakói az elmúlt 20 évben elszoktak a tehervonatoktól és a nyugalmukat féltik. Míg a gazdaság képviselői a egyértelműen a vonal újraindítása mellett kardoskodnak, addig a konzervatív közlekedési miniszter időszerűtlennek nevezte a Vasrajna újraindítását. A tartományi kormányzat azt is felvetette, hogy a vasútvonalat új nyomvonalon, az 52-es autópálya mellett vezetnék a határtól Mönchengladbachig.
A határ túloldalán, Hollandiában sem rokonszenvezik a lakosság a Vasrajna gondolatával. Itt a vasútvonal egy nemzeti parkon vág át, amelyet a környezetvédők meg kívánnak óvni. Az újjáépítés költségeit növeli, hogy Roermond város körül új nyomvonalat kellene kialakítani, hogy a vasút ne tegye tönkre a jelenlegi vonal mellett lakók életét.

## Képek a vonalról

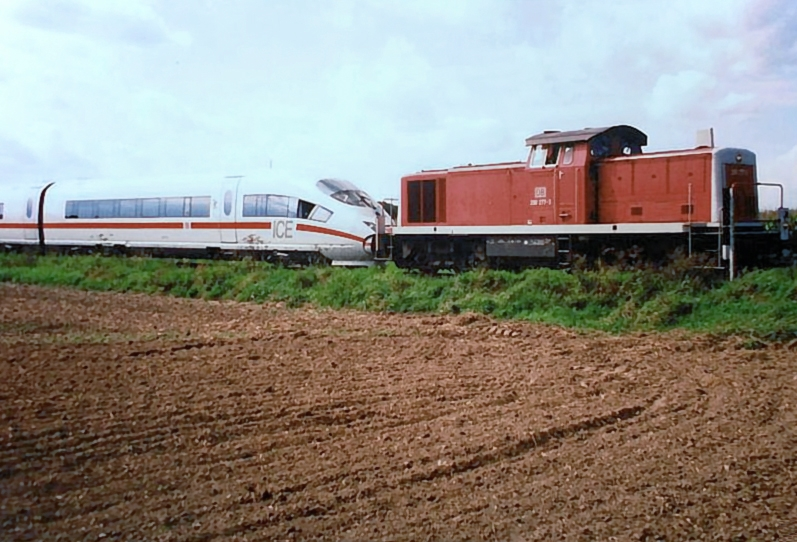
ICE szerelvény vontatása Wegberg környékén
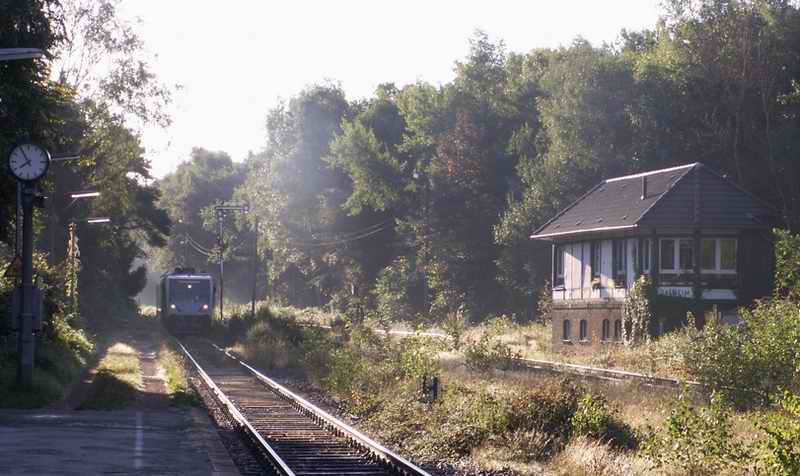
Dalheim, a német szakasz vége
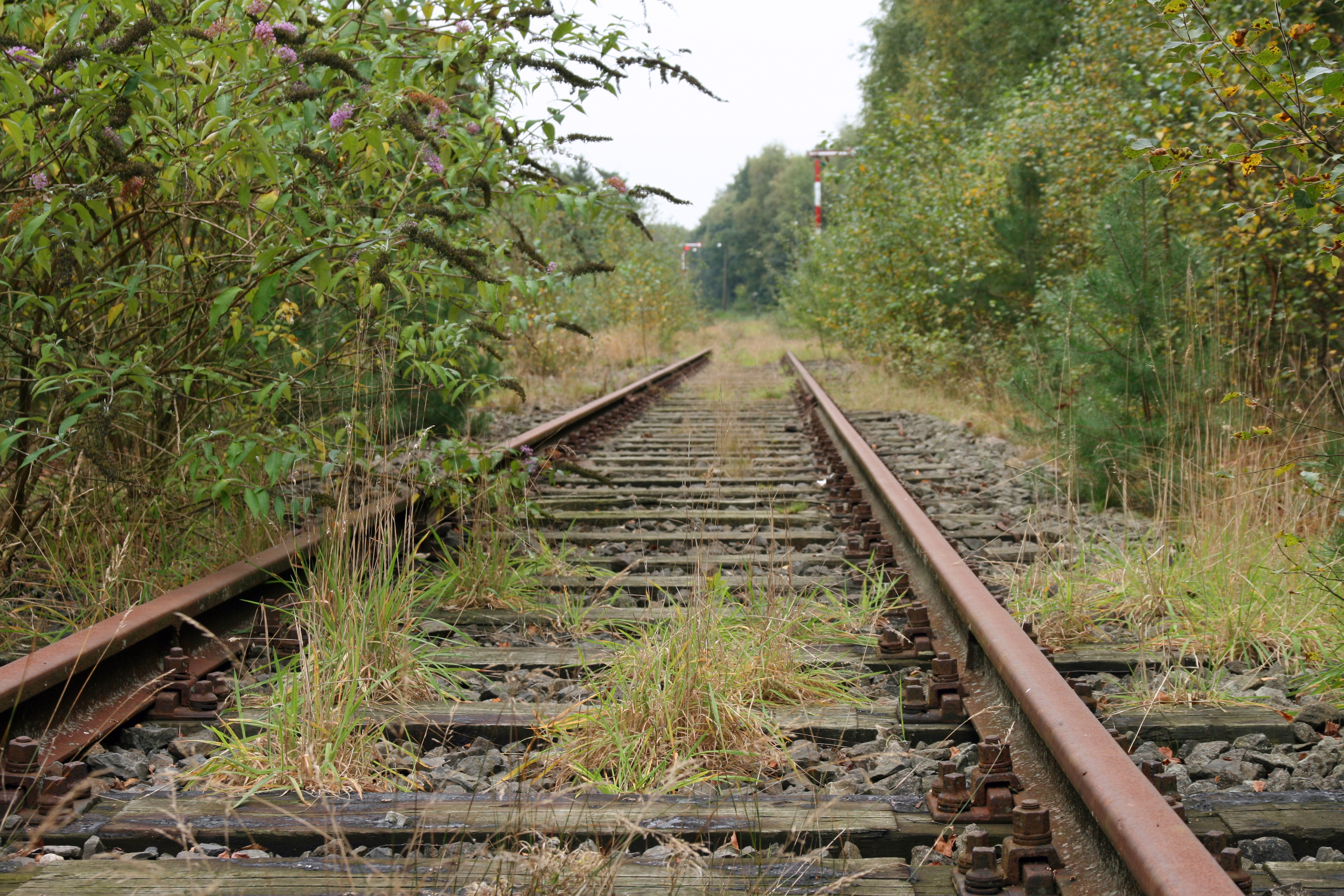
A vonal lezárt szakasza Vlodrop állomásnál
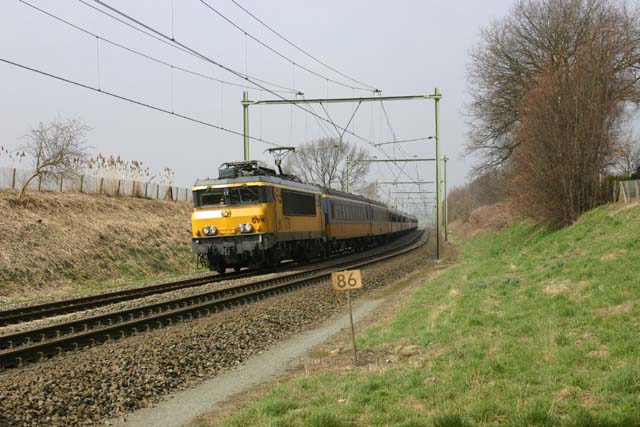
A Vasrajna hollandiai szakasza